# 862 (szám)
A 862 (római számmal: DCCCLXII) egy természetes szám, félprím, a 2 és a 431 szorzata.

## A szám a matematikában
A tízes számrendszerbeli 862-es a kettes számrendszerben 1101011110, a nyolcas számrendszerben 1536, a tizenhatos számrendszerben 35E alakban írható fel.
A 862 páros szám, összetett szám, azon belül félprím, kanonikus alakban a 21 · 4311 szorzattal, normálalakban a 8,62 · 102 szorzattal írható fel. Négy osztója van a természetes számok halmazán, ezek növekvő sorrendben: 1, 2, 431 és 862.
A 862 négyzete 743 044, köbe 640 503 928, négyzetgyöke 29,35984, köbgyöke 9,51705, reciproka 0,0011601. A 862 egység sugarú kör kerülete 5416,10573 egység, területe 2 334 341,572 területegység; a 862 egység sugarú gömb térfogata 2 682 936 579,7 térfogategység.